# CAN bus
Controller Area network (CAN bus) là một chuẩn bus ổn định dùng cho các phương tiện giao thông, đặc biệt là xe hơi. CAN được thiết kế để các vi điều khiển và các thiết bị giao tiếp với nhau mà không cần thông qua máy tính. CAN là một giao thức hoạt động dựa trên các gói tin (message-based protocol), ban đầu được thiết kế để ghép kênh (multiplex) các dây điện trong ô tô để tiết kiệm số lượng dây dẫn, nhưng sau đó được sử dụng rộng rãi hơn trong các trong các hệ thống tự động hóa công nghiệp hay hàng không.

## Lịch sử phát triển
Việc phát triển mạng CAN được bắt đầu từ năm 1983 bởi Công ty Robert Bosch GmbH. Sau đó, giao thức được chính thức công bố vào năm 1986 tại đại hội của Hiệp hội Kĩ sư ô tô (Society of Automotive Engineers, SAE) ở Detroit, Michigan, Mỹ. Những chip CAN controller đầu tiên được Intel sản xuất vào năm 1987, và sau đó là bởi Phillips. Xe Mercedes-Benz W140 là xe đầu tiên được trang bị CAN.

## Kiến trúc

### Vật lý
CAN là một bus truyền thông nối tiếp (serial bus) có thể chứa nhiều master (multi-master) để kết nối các ECU (Electronic Control Unit) như là những node (nút mạng) trên đường truyền. Cần ít nhất hai node trên đường truyền CAN để có thể giao tiếp. Trên bus, một node có thể giao tiếp với các dạng thiết bị như PLD hay máy tính nhúng (embedded computer).
Các node được kết nối với nhau trên một bus vật lý gồm 2 dây xoắn với trở kháng đặc tính (characteristic impedance) 120 Ω. Hệ thống bus này xác định mức logic dựa trên sai biệt điện áp (differential signals).